# Maison Bonaparte

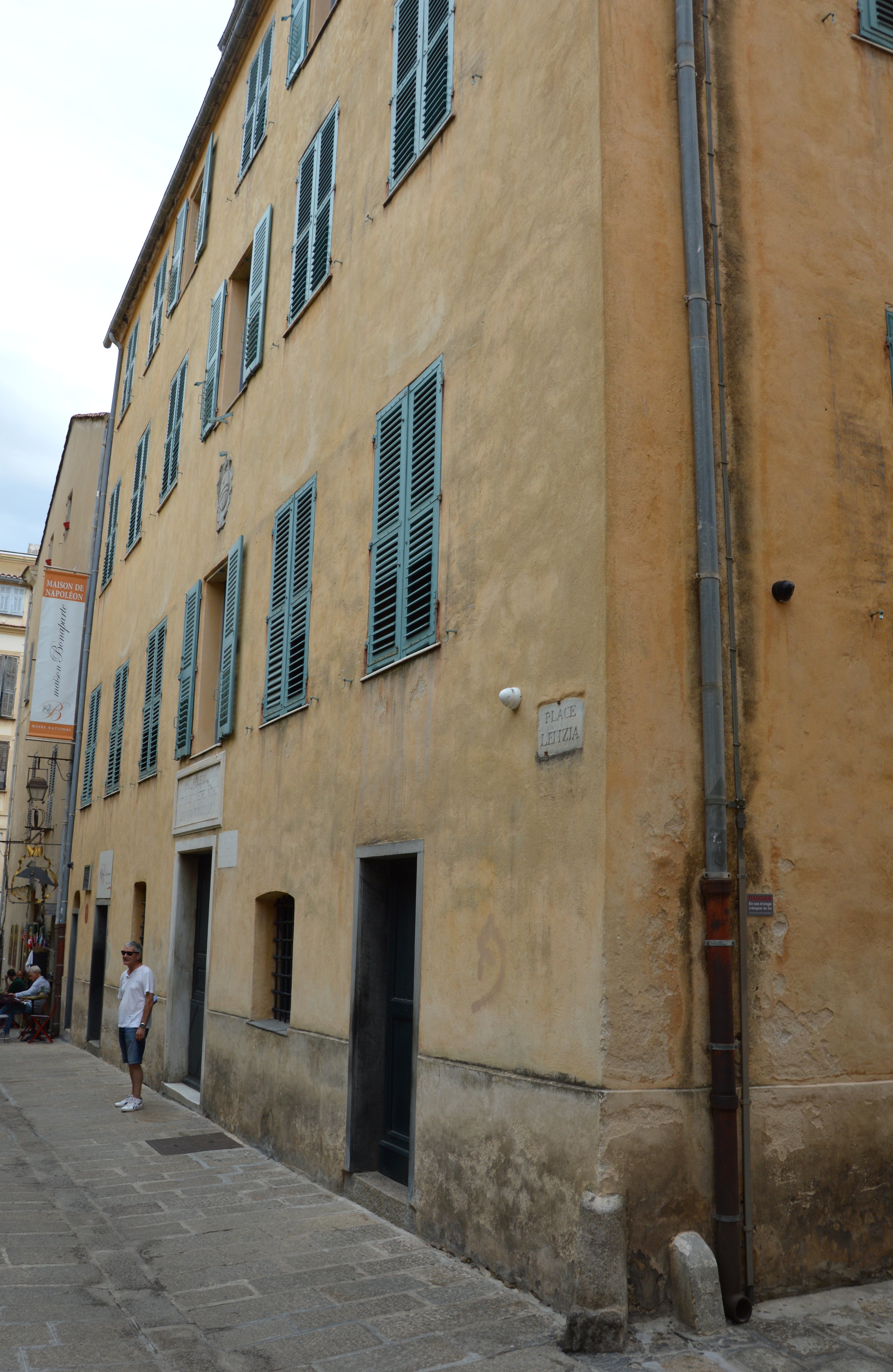
Maison Bonaparte, 2018

Das Maison Bonaparte ist das Geburtshaus von Napoleon Bonaparte (1769–1821) in Ajaccio, der Hauptstadt der Insel Korsika. Es wird heute als Museum genutzt. 
Das kleine Stadtpalais war von 1682 bis 1924 im Besitz der Familie Bonaparte, ursprünglich einer Patrizierfamilie aus Sarzana in Ligurien. Francesco Buonaparte kam 1490 im Zuge der genuesischen Kolonisation Korsikas als Reitersöldner der Seehandelsflotte des Banco di San Giorgio auf die Insel. Seither war dieser Familienzweig in der korsischen Hauptstadt Ajaccio ansässig und stellte fast in jeder Generation Mitglieder oder Hauptmänner des Stadtrats. (Zu den früheren Vorfahren siehe den Artikel über Napoleons Großvater Giuseppe Maria Buonaparte).

## Lage
Das Haus befindet sich in der Altstadt von Ajaccio, an der südöstlichen Seite der Gasse Rue Saint-Charles in einer Ecklage an der südlich einmündenden Gasse Rue Letizia. Vor dem Gebäude steht eine Büste von Napoleon II.

## Architektur und Geschichte

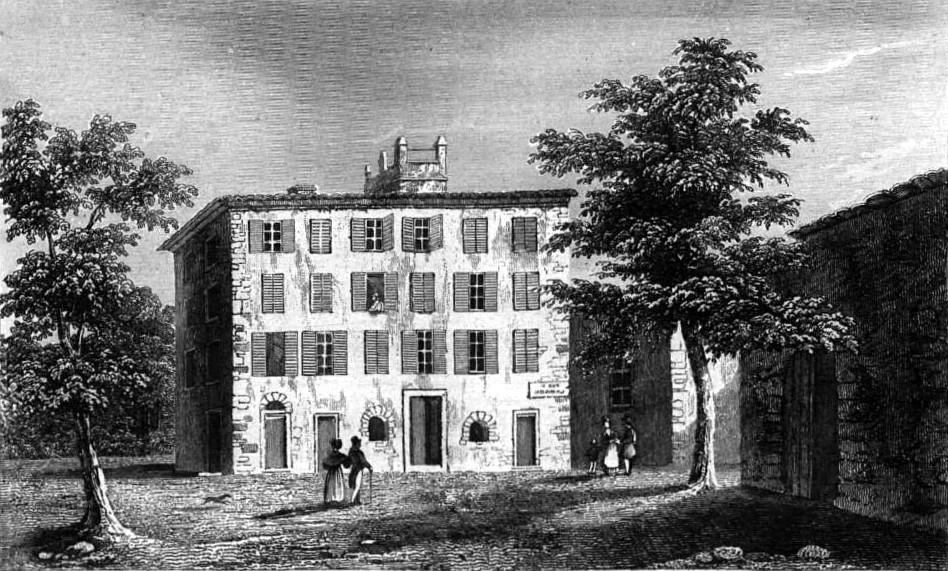
Darstellung des Hauses von 1838

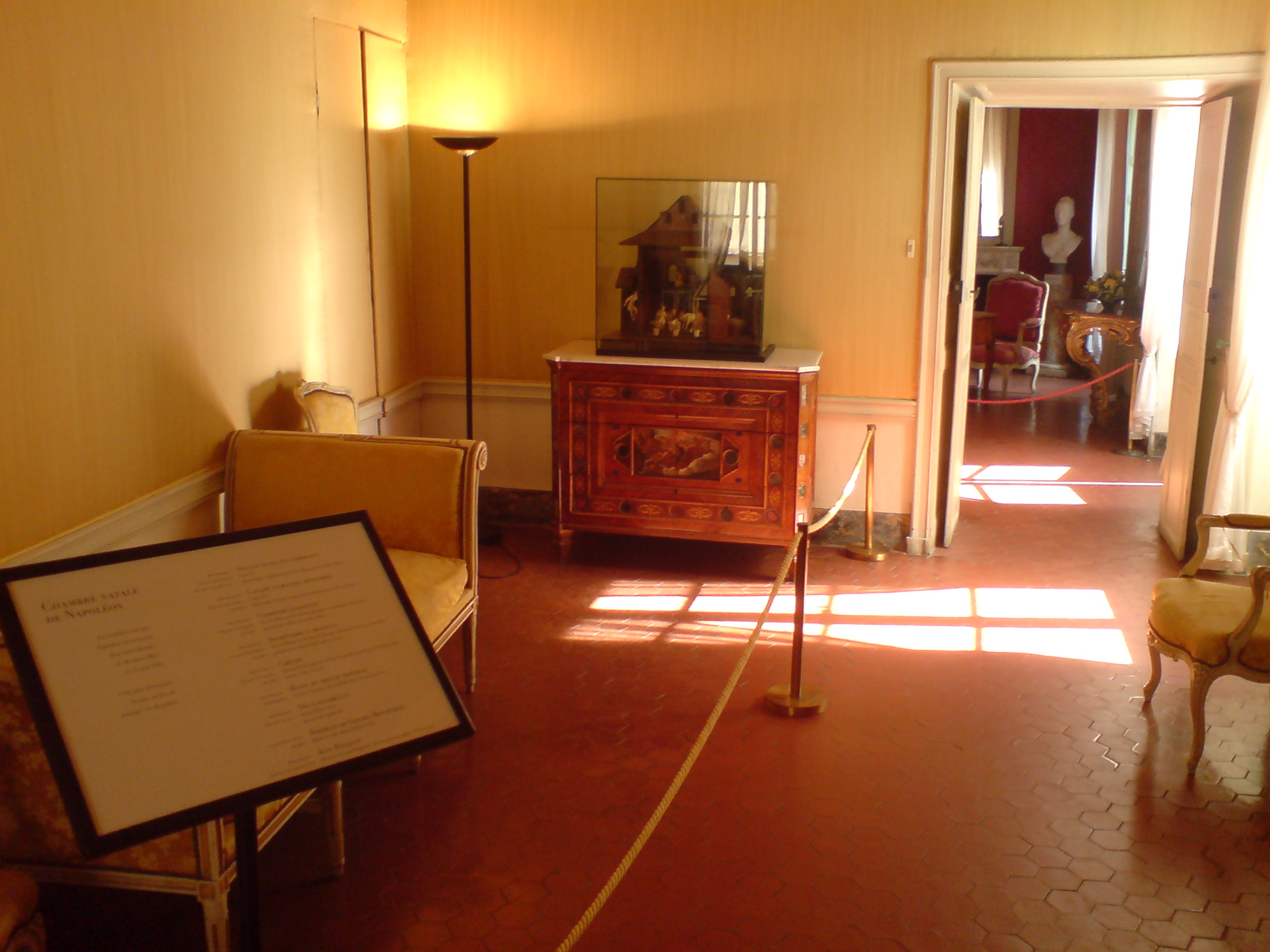
Geburtszimmer Napoleons

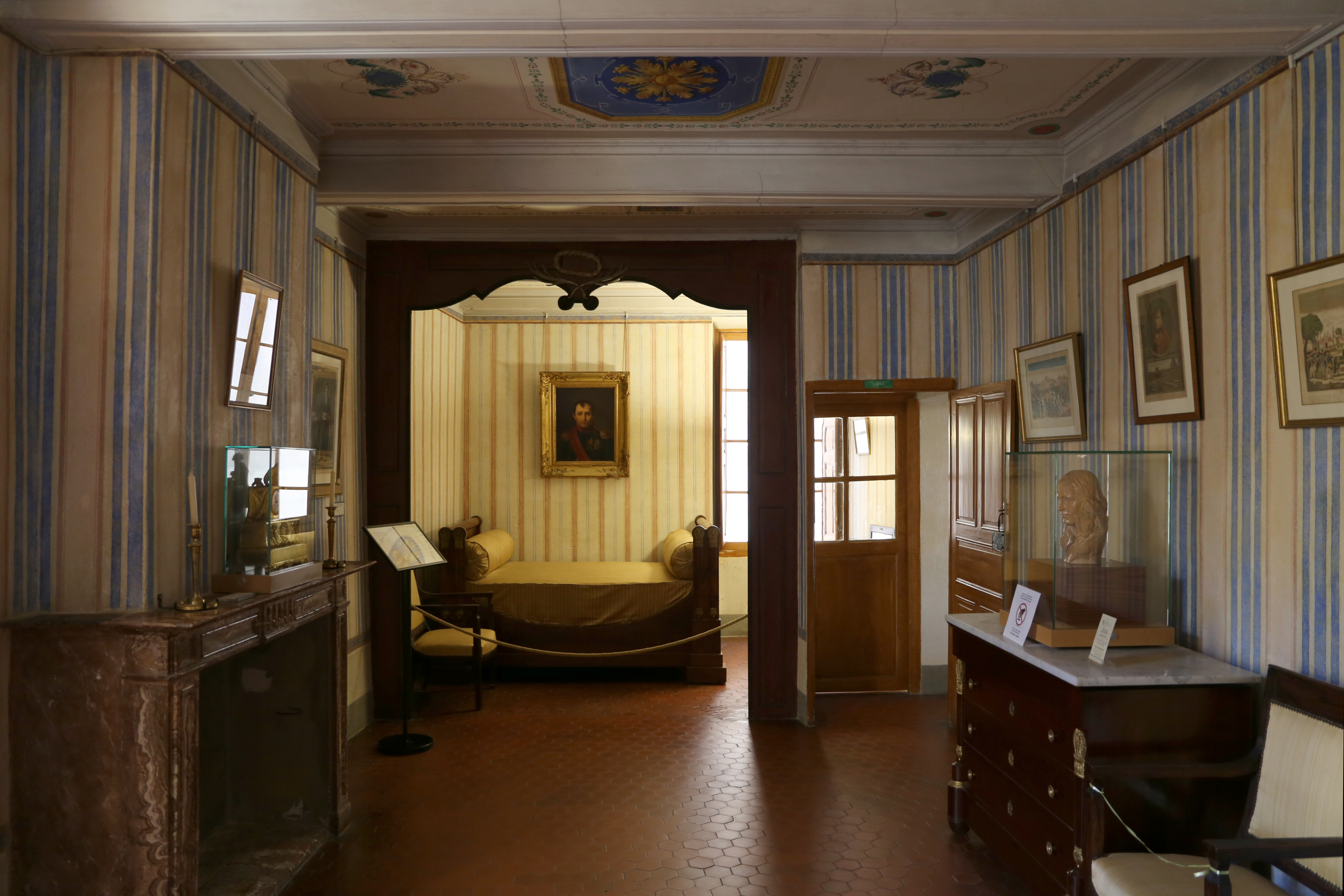
Schlafzimmer mit Alkovenbett

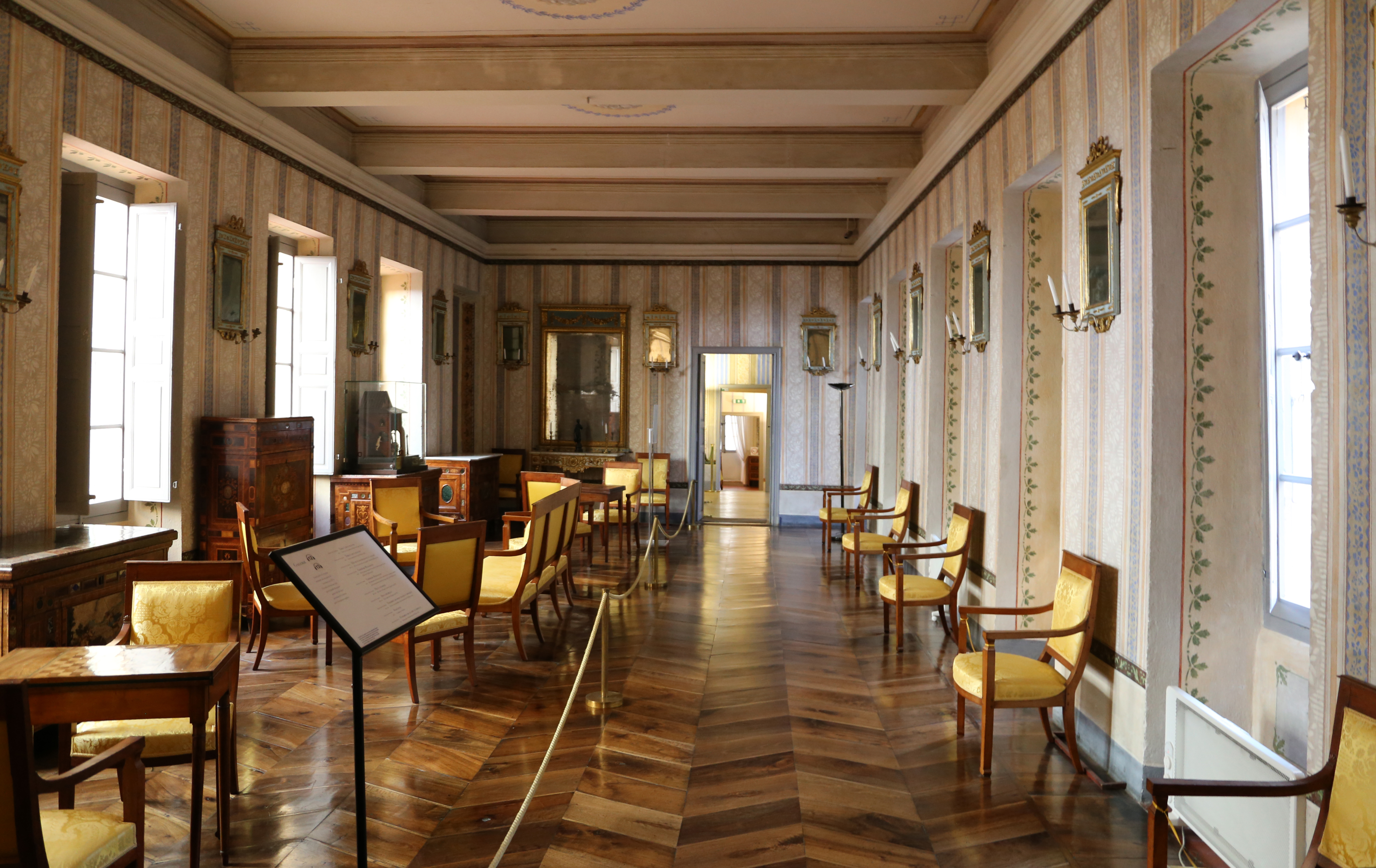
Galerie

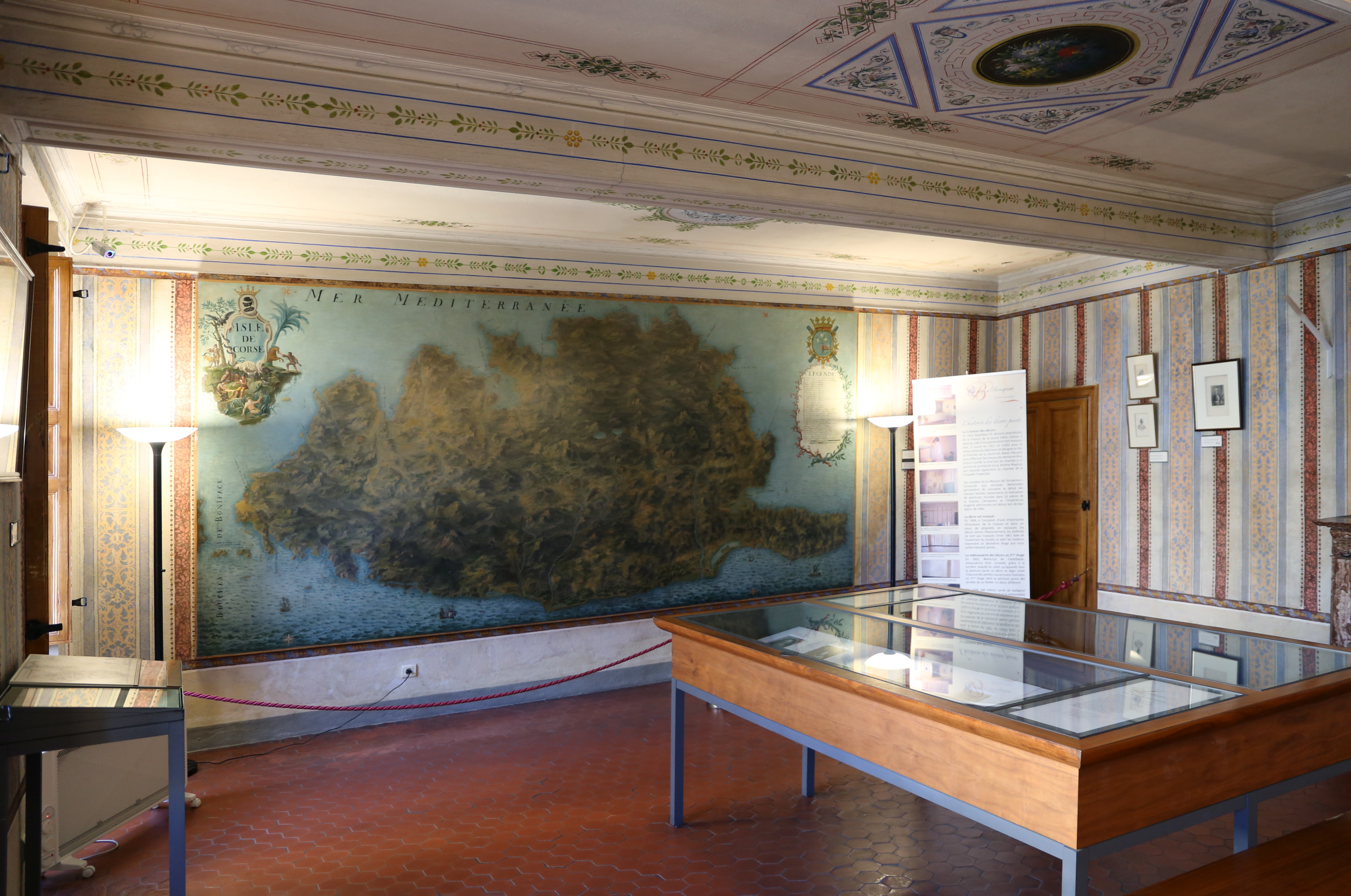
Korsika-Karte von 1740

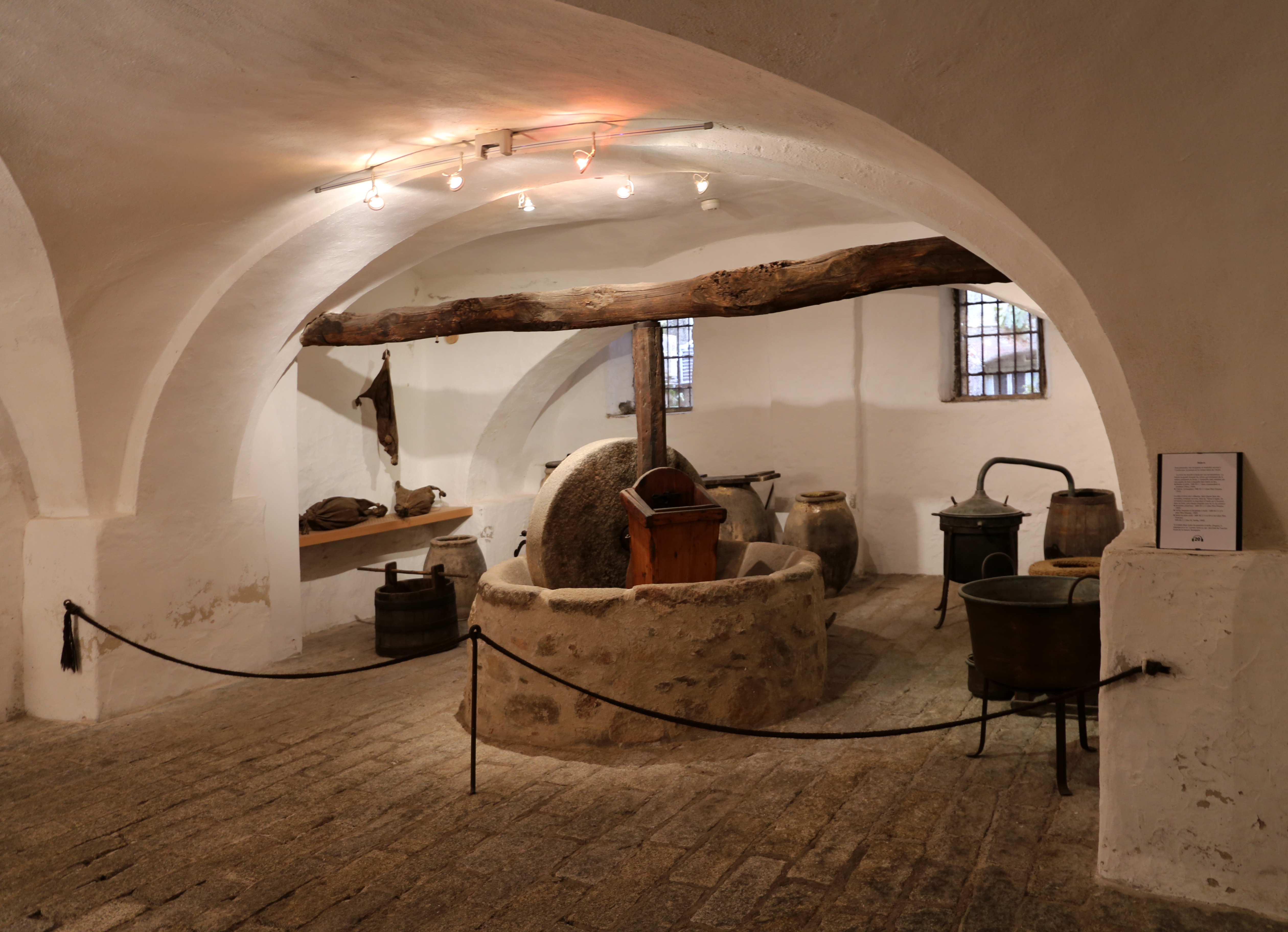
Weinpresse

Das Gebäude entstand im frühen 17. Jahrhundert als Herrenhaus. Der zunächst zweigeschossige Bau wurde später auf die heutige Höhe aufgestockt. Die Fassade ist sechsachsig gestaltet. Das Haus wurde ursprünglich von der Adelsfamilie Bozzi erbaut. Nach seiner Heirat mit Maria Bozzi, welche die Hälfte des Hauses als Mitgift erhielt, zog 1682 Giuseppe Buonaparte mit ein. Sie besaßen die Hälfte des Erdgeschosses sowie sechs Zimmer auf den oberen beiden Etagen, nebst einer Scheune und Teilen der Felder und Weingärten. Ihre Kinder teilten sich wiederum diese Hälfte, Sebastiano, Napoleone, Luciano, Giuseppe Maria, Paola Maria und Maria Anna Virgilia. 1727 heiratete Maria Anna ihren Cousin Angelo Loviso Bozzi, 1743 Napoleone seine Cousine Maria Rosa Bozzi. Giuseppe Maria Buonaparte (1713–1763) erwarb 1734 ein Zimmer in der Bozzi'schen Hälfte. Nach seinem Tod kümmerte sich sein Bruder, der Archidiakon Luciano, um Giuseppes Sohn Carlo Buonaparte, dem er ein Studium in Paris finanzierte. Er erwarb nach und nach die übrigen Anteile an der Villa, die er sanierte. Er stellte Carlo und seiner Frau Laetitia Ramolino nach deren Hochzeit 1764 eine kleine Wohnung im Erdgeschoss zur Verfügung und hinterließ ihm schließlich das Anwesen. 
Carlo leistete 1768 Widerstand gegen den Verkauf Korsikas durch die Republik Genua an das Königreich Frankreich und unterstützte den Partisanenführer Pasquale Paoli. Als dieser besiegt war und ins Exil nach England ging, unterwarf sich hingegen Buonaparte, der eine Familie zu ernähren hatte, und blieb in Ajaccio, wo er sein Haus und seine Felder zurückerhielt. Er arbeitete als Advokat, Richter und Landwirt. Als ihm am 15. August 1769 ein zweiter Sohn – als Franzose – geboren wurde, nannten sie ihn nach einem im Kampf gefallenen Onkel – korsisch Nabulione – Napoleone. Einer Anekdote nach sollen die Wehen bei Laetitia bei einem Kirchbesuch eingesetzt haben. Sie habe es dann nicht mehr bis in Schlafzimmer geschafft, so dass Napoleon auf einem Sofa zur Welt kam.
1771 erhielt Carlo Buonaparte sogar eine französische Adelsanerkennung durch Ludwig XV., was ihm Steuervorteile eintrug. Er ließ 1774 eine Terrasse an das Haus anfügen. 1785 starb er. In den Wirren der Französischen Revolution kehrte 1790 Pasquale Paoli aus dem englischen Exil zurück und versuchte mit britischer Hilfe, Korsika von Frankreich zu lösen. Im Zuge der Kämpfe mit den Revolutionären verfolgte Paoli auch die Familie Bonaparte, die er des Verrats bezichtigte. 1793 musste Laetitia Bonaparte mit ihrem ältesten Sohn, dem Anwalt Joseph Bonaparte sowie einigen ihrer jüngeren Kinder, nach Südfrankreich fliehen. Das Haus wurde geplündert und von den Engländern besetzt. Nach der gewonnenen Schlacht bei Castiglione 1796 ließ ihr Sohn Napoleon, inzwischen General, die Engländer aus Korsika vertreiben. Sein älterer Bruder Joseph nahm das Haus wieder in Besitz, im Januar 1797 kehrte auch die Mutter zurück. Sie sanierten das Haus mit Hilfe des Festungsarchitekten Samuel-Etienne Meuron, wobei oben eine große Galerie (als Fest- und Speisesaal) eingebaut wurde, und möblierten es neu im Directoire-Stil. Ende 1797 reisten Joseph, die Mutter Laetitia und deren Halbbruder Joseph Fesch, der spätere Kardinal, nach Paris ab, um nie wieder zurückzukehren. 
Auf seiner Rückkehr vom Ägyptenfeldzug wohnte Napoleon mit dem gesamten Generalstab vom 28. September bis 6. Oktober 1799 in seinem Elternhaus und gab dort Diners für 40 Personen. Dies war jedoch auch sein letzter Aufenthalt hier. Nur die Haushälterin und Amme Napoleons, Camilla Illari, blieb im Haus. Napoleon stellte es dem Generalgouverneur der Insel zur Verfügung. 1805 wurde es an André Ramolino verschenkt, einen Cousin von Laetitia. Dieser hinterließ es 1831 seinem Neffen André-Napoléon Lévie-Ramolino (1814–1885), was aber die im römischen Exil immer noch lebende Laetitia anfocht – empört darüber, dass er es nicht an ihre inzwischen bedürftigen Kinder zurückgab. Da sie das Exil mit ihren Kindern teilen wollte, war sie nicht nach Frankreich zurückgekehrt, was ihr freigestanden hätte. Nach ihrem Tod überschrieb Lévie-Ramolino das Haus auf Joseph Bonaparte, durfte aber die Möbel sowie eine Wohnung behalten. Joseph vererbte es 1844 seiner Tochter Zénaïde, die ihren Cousin Charles-Lucien Bonaparte geheiratet hatte. Die Witwe Lévie-Ramolino wohnte noch im Haus. 1852 schenkte Zénaïde das Haus ihrem Cousin Louis-Napoléon Bonaparte, seinerzeit französischer Staatspräsident, der am 2. Dezember desselben Jahres als Napoleon III. den Kaiserthron bestieg. Nachdem ihm der Präfekt von Korsika mitgeteilt hatte, dass das Haus dringend renovierungsbedürftig sei, beauftragte er 1857 den Architekten Alexis Paccard und den Maler Jérôme Maglioli mit einer Renovierung. Am 14. September 1860 besuchte der Kaiser mit Kaiserin Eugénie das sanierte Haus, das aber weitgehend leerstand. Er ließ von den Erben Lévie-Ramolinos die Möbel seiner Großmutter Laetitia zurückkaufen. 
Am 29. August 1869 besuchte Kaiserin Eugénie mit ihrem Sohn Louis-Napoléon das Haus aus Anlass von Napoleons 100. Geburtstag. Beim Sturz des Kaisers 1870 wurde das Haus konfisziert und die Möbel erneut zerstreut. 1874 wurde es dem Sohn jedoch zurückgegeben. Als dieser 1879 kinderlos starb, erbte es Eugénie. Sie vererbte es 1920 dem Prinzen Victor Napoléon (1862–1926), Sohn von Jérôme-Napoléon, einem Cousin von Napoleon III. Victor lebte im Exil in Prangins in der Schweiz, da die gesamte Familie seit 1886 aus Frankreich verbannt war. Dies hatten die radikalen Republikaner gegen die Monarchisten in der Dritten Französischen Republik durchgesetzt, um dem Bonapartismus vorzubeugen. 1924 schenkte Victor Napoléon das Haus, für dessen Unterhalt er aufzukommen hatte, ohne es besuchen zu dürfen, dem französischen Staat. 
1967 wandelte der Staat das Gebäude in ein Nationalmuseum um, das gemeinsam mit dem Schloss Malmaison verwaltet wird, welches die Kaiserin Joséphine einst bewohnt und das Napoleon III. 1861 zurückerworben hatte. Die Maison Couraut an der Ecke der Rue Zevaco Maire kaufte der Staat später hinzu, um seit 2004 weitere Ausstellungsflächen, auch für Wechselausstellungen, zu gewinnen. Seit 1924 ist das Gebäude als Monument historique eingetragen. 2016 wurde eine Generalsanierung abgeschlossen. Das Haus wird als Touristenattraktion vermarktet, um Ajaccios berühmtesten Sohn zu ehren, die – nach Jesus Christus – „zweitwichtigste Person aller Zeiten“ (jedenfalls nach einem Ranking von 2013).
Im Erdgeschoss befindet sich heute die Küche des Hauses, im ersten Obergeschoss sind das Wohnzimmer und Esszimmer untergebracht. Darüber hinaus besteht dort das Arbeitszimmer von Carlo Bonaparte und das Zimmer, in dem Napoleon zur Welt gekommen sein soll. Die ursprüngliche Ausstattung ist jedoch weitgehend nicht mehr erhalten. Die heutige edle Ausstattung des Hauses stammt aus der Zeit nach 1797. Auch die Einrichtung des Geburtszimmers geht auf die Zeit um 1800 zurück. Das Museum zeigt viele an Napoleon erinnernde Ausstellungsstücke. So Medaillons mit Locken Napoleons, Reste von Tapeten aus dem Geburtszimmer, Medaillen, eine Nachbildung der Konsulkrone Napoleons und seine Totenmaske. Im Erdgeschoss werden landwirtschaftliche Geräte, darunter eine Olivenpresse, vom Landgut der Familie Bonaparte ausgestellt.

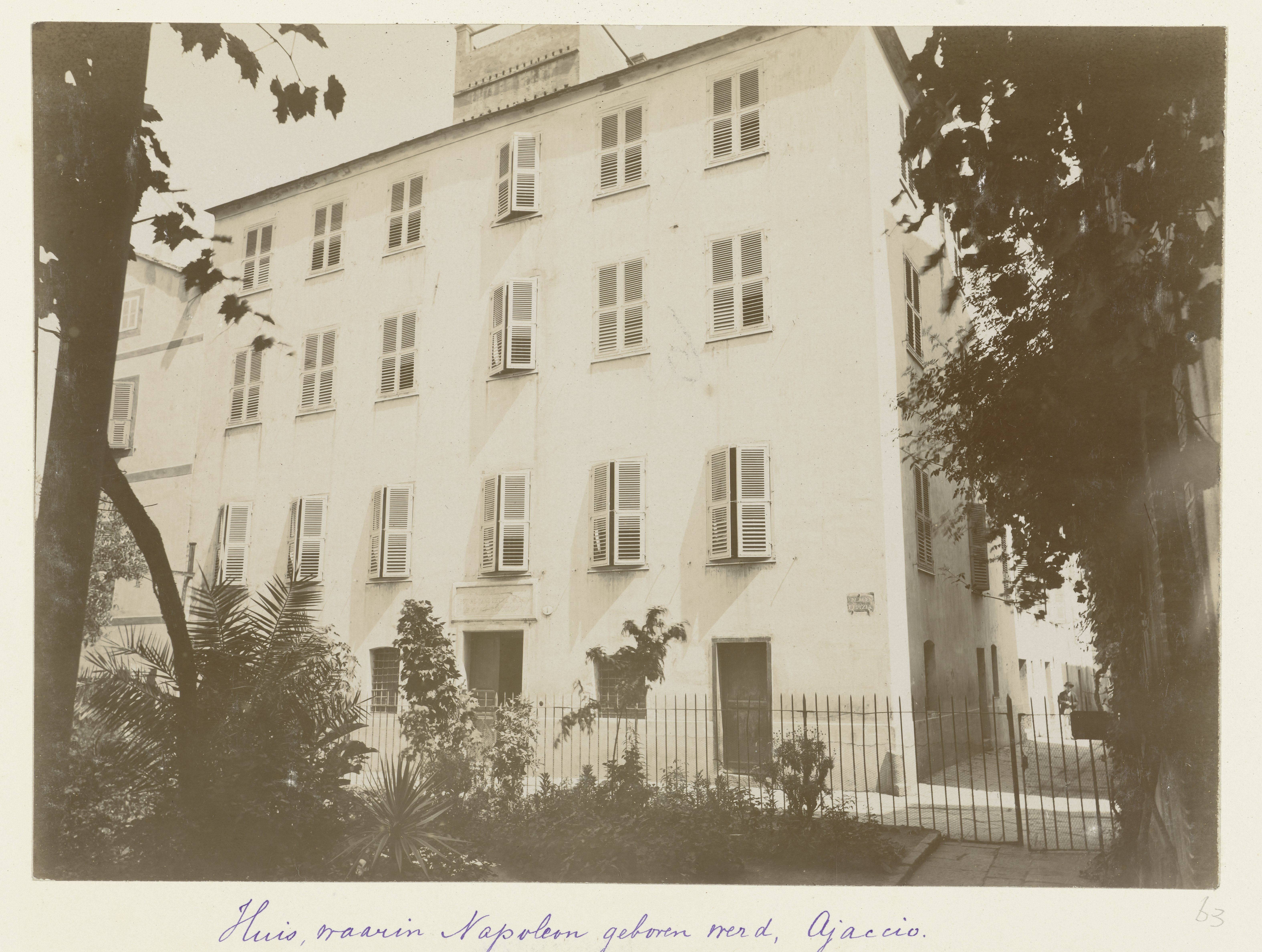
Fotografie um 1890
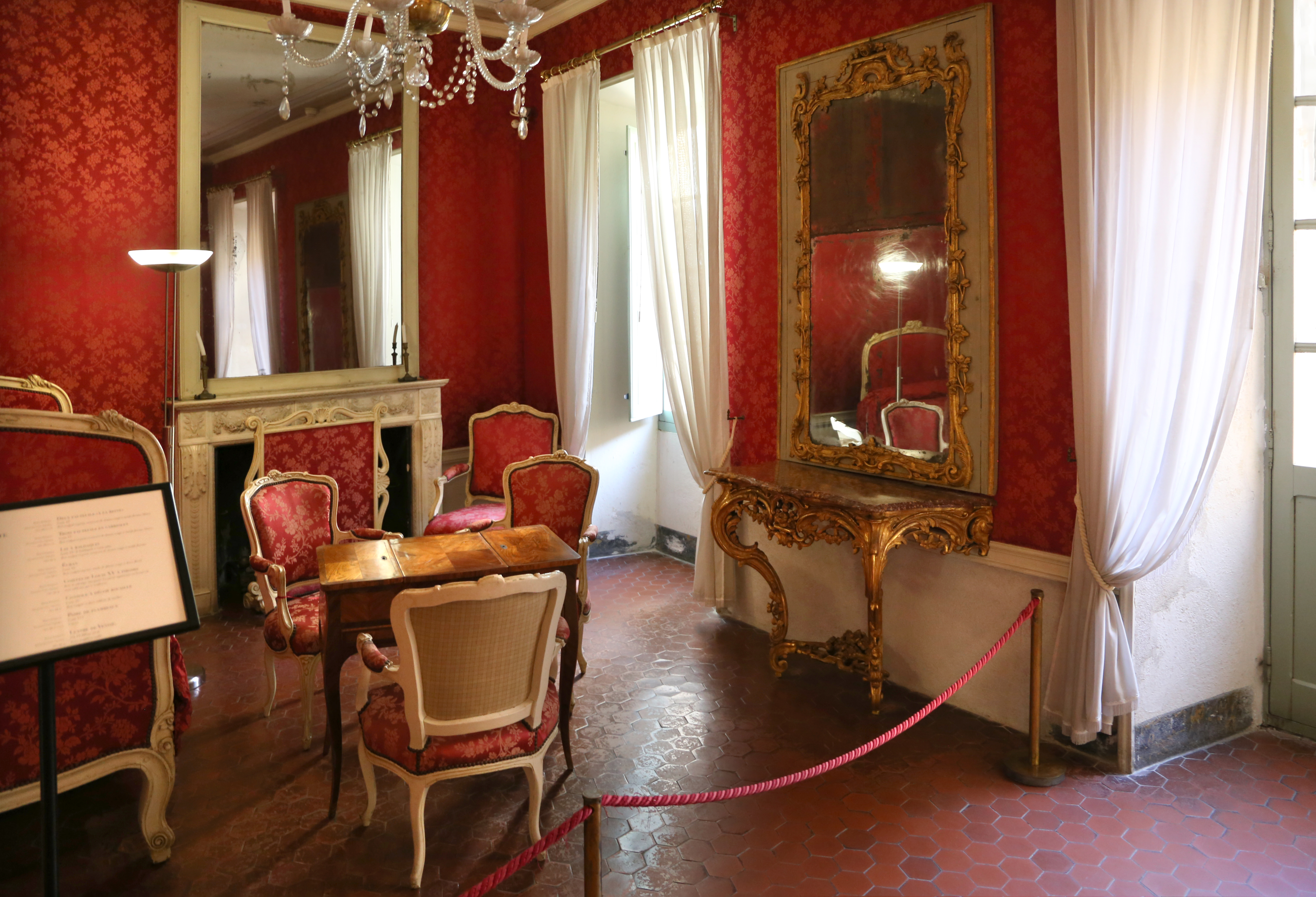
Arbeitszimmer von Carlo Buonaparte
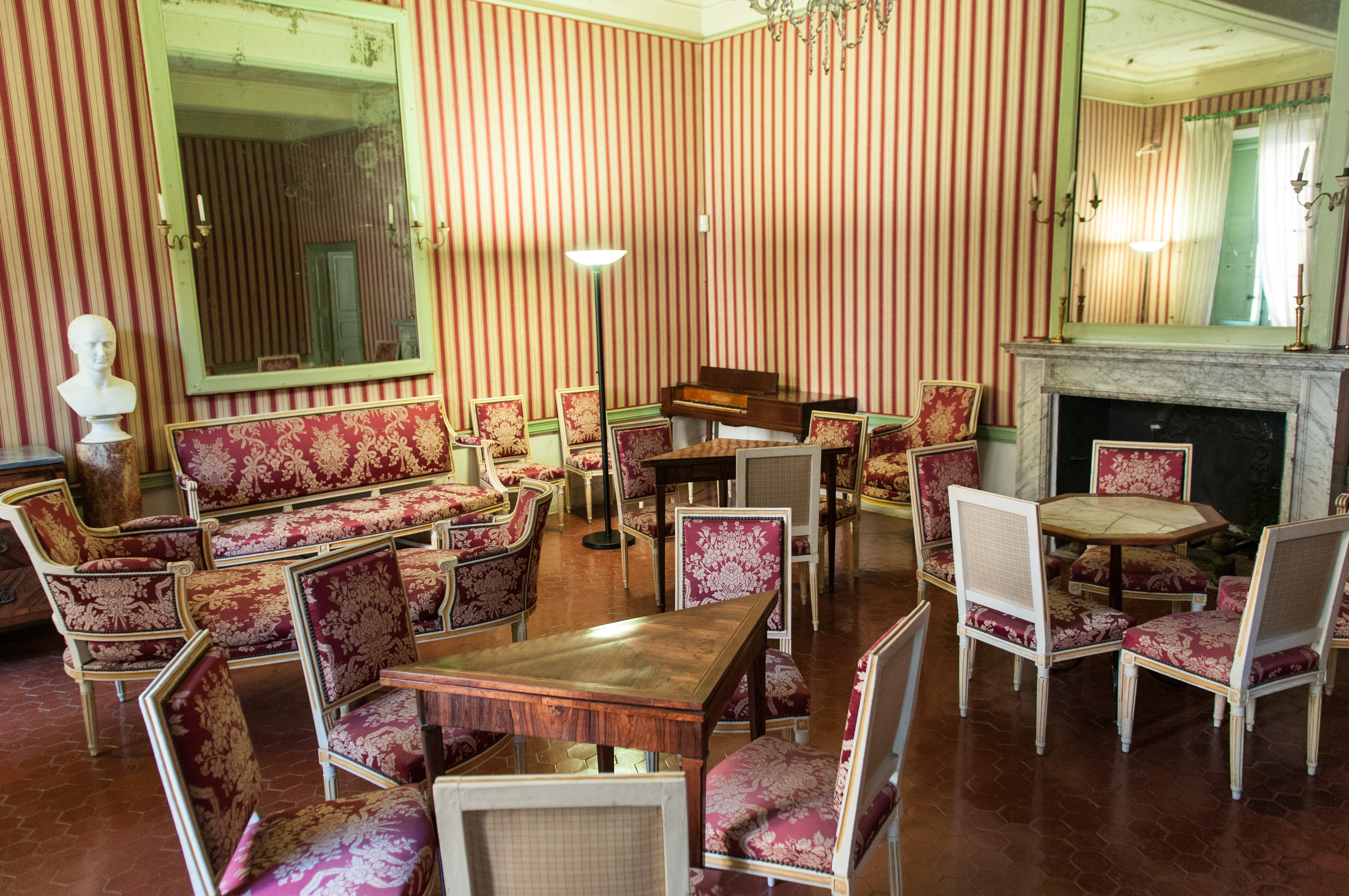
Salon mit Möbeln verschiedener Epochen
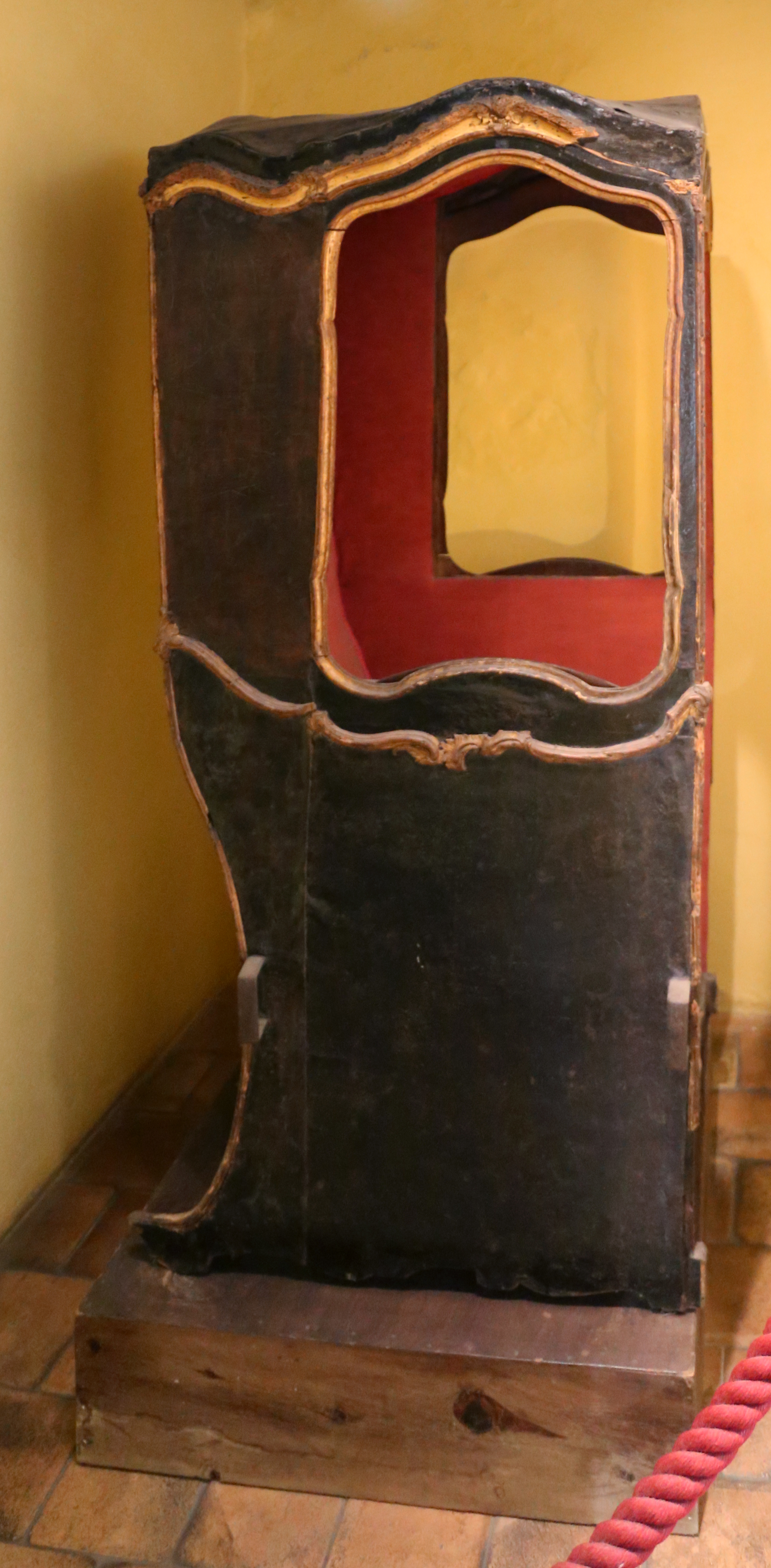
Sänfte der Letizia Buonaparte